# Bátor
Bátor è un comune dell'Ungheria di 464 abitanti (dati 2001). È situato nella contea di Heves.